# محمد طاهر امامی
محمد طاهر امامی (۱۳۰۸ خورشیدی، آباده - ۱۳۹۱ خورشیدی، تهران) از معرق‌کاران و منبت‌سازان ایرانی صاحب سبک و شناخته شده در هنر های مستظرفه و صنایع هنری چوبی  است. او فرزند احمد (سرپرست کارگاه منبت صنایع مستظرفه یا هنرهای زیبا ۱۳۱۲) است و دارای مدرک درجه یک هنری در زمینه معرق، منبت و مشبک (۱۳۶۷) از سازمان میراث فرهنگی و گردشگری می باشد .
بخش عمده ای از فعالیت وی پس از سالها فعالیت هنری در خلق آثار هنری بی بدیل برای آموزش و پرورش هنرمندان نسل پس از خود صرف شد و با شیوه ای پدرانه که مختص ایشان بود به آموزش و پشتیبانی از شاگردان خود می پرداختند حتی هستند شاگردانی که سالها پس از اتمام دوره آموزشی خود نزد استاد طاهر امامی همچنان از پشتیبانی او در زمینه های مختلف هنری برخوردار بودند .

## زندگی‌نامه
محمد طاهر فرزند هفتم احمد امامی در آباده زاده شد. وی از ۹ سالگی در کارگاه پدر رفت و آمد داشت و از اساتیدی چون پدر، برادران (علی و خلیل)، شهمیرزادی و زابلی اقتباس و بهره می‌برد تا اینکه در سال ۱۳۲۴ به استخدام رسمی اداره هنرهای ملی درآمد.
وی سال ۱۳۳۸ کارگاه کوچکی در نزدیکی محل زندگی برپا کرد که علاوه بر تعلیم و آموزش، به ساخت آثاری چون رحل قرآن (مشبک)، جعبه‌های قاشق چنگال (معرق)، تابلوهای دیوار کوب (معرق)، میزهای عسلی، سرویس مبلمان پذیرائی، نهار خوری و بوفه (معرق و منبت) و…  روی آورد.

## آثار
ایشان در سال ۱۳۵۳ از اداره هنرهای ملی بازنشسته شدند، در ذیل به نمونه آثاری که در این سال‌ها ساختند یا در ساخت آن مشارکت داشتند اشاره می‌شود:
۱) تابلوی برجسته معرق و منبت سیمرغ آشیانه ۱۳۴۱ – این تابلو تحول نوینی را در هنر معرق به وجود آورد این تابلو اولین معرق سه بعدی و تلفیقی از هنر مجسمه‌ساز ی با هنر منبت و معرق است (مکان: موزه هنرهای ملی)
۲) مبلمان استیل منبت و معرق (کارگروهی برای مجلس)(برنده جایزه نمایشگاه لندن)
۳) میز معرق ۲۴ نفره (کارگروهی، برنده مدال طلا در نمایشگاه بروکسل)
۴) منبر معرق، منبت، گره چینی و معرق دوار و خط که به سفارش مسجد هامبورگ آلمان ۱۳۴۷ (مکان: موزه هنرهای ملی - کار گروهی، معرق گنبد و خطوط، کار استاد طاهر امامی)
۵) تابلوی گل و مرغ معرق و منبت برجسته – ۱۳۵۳
۶) پاروان معرق با عاج و صدف و استخوان – ۱۳۴۴ – (مکان:مجموعه کاخ‌های سعدآباد)
۷) میز معرق از عاج و صدف و چوب‌های زینتی – ۱۳۳۴ – (مکان:سفارت ایران در لندن)
۸) میز معرق منبت کنفرانس ۲۴ نفره طرح استاد عیسی بهادری – ۱۳۷۴- (مکان:سفارت ایران در لندن)
۹) صندلی هخامنشی معرق و منبت - ۱۳۴۶ - با همکاری استاد پرویز زابلی (مکان:موزه هنرهای ملی)
۱۰) به انضمام سفارش هائی که متأسفانه اطلاعاتی دقیقی از زمان ساخت و مکان آن‌ها در دست ناست، مانند:
- ستون و دیوار معرق - به سفارش آقای فروغی (مکان: محمودیه)
- تابلو و مبلمان - به سفارش آقای رحیمی نژاد (مکان: شمیران)
- سرویس کامل پذیرائی، نهار خوری و بوفه - به سفارش آقای فیروزی (مکان: پاسداران)
- سرویس کامل پذیرائی، نهار خوری و بوفه - به سفارش آقای ضرغامی (مکان: کانادا)
- سرویس معرق قهوه خوری چهار نفره - به سفارش مرحوم محسن آزمایش (مکان: نامعلوم)
- کوزه تمام معرق - به سفارش خانم دکتر امامی (مکان: تهران)
و…
آخرین افتخار ایشان، اجرای معرق بیش از یکصد اسماء متبرکه بروی مقرنس ضریح علی بن موسی الرضا (ع) در زمینه خاتم است (با نظارت ایشان و اجرای آقایان رضا خاقانی، بهزاد و بهروز پسران ایشان) به سفارش آستان قدس رضوی ۱۳۷۶.

## تدریس
متأسفانه ایشان در سال ۱۳۵۱ بر اثر ضایعه مغزی نیمی از بدنشان فلج شد و دیگر نتوانستند با دستان خود اثری خلق کنند، اما ایشان به تدریس و آموزش روی آرودند و به تعلیم هنرمندانی در این زمینه پرداختند از این دوره می‌توان به مواردی اشاره کرد:
· تدریس خصوصی در کارگاه خانگی – سال‌های ۱۳۶۰ الی ۱۳۸۳ – خیابان تهران نو تهران
· تدریس در مجتمع دانشگاه هنر ۱۳۶۹ تهران
· تدریس و مدیریت هنرسرای سنتی طاهر امامی – ۱۳۶۸ - خیابان خردمند تهران
· تدریس و مدیریت آموزشگاه هنرهای زیبا – ۱۳۶۵ – خیابان ابن سینا تهران

## تحقیقات
مطالعه به روی چوب‌ها و عناصر دیگر در معرق که منجر به استفاده بیش از ۷۰ نوع چوب و فلزات و حتی جواهر و سنگ‌ها شد ناشی از تحقیق و فعالیت ایشان در دوران بیماری است. شناسائی بیش از صد رنگ در چوب گردو؛ زمینه رنگ، زمینه ابر و باد از ابداعات امامی در معرق است.

## نمایشگاه‌ها
ایشان در نمایشگاه‌های بسیاری در داخل و خارج از کشور به صورت حضور مستقیم یا حتی ارسال آثار شرکت داشتند، از این دست می‌توان به موارد زیر اشاره کرد:
· نمایشگاه مونترال ۱۹۸۵م میز کنفرانس ۲۴ نفره طرح استاد عیسی بهادری – کار گروهی هنرمندان فرهنگ و هنر - ارسال اثر و برنده مدال طلا و اعطای دیپلم هنری
· نمایشگاه صنایع دستی لندن – ۱۳۳۴ – میز چنگ اسلیمی از جنس گردو
· نمایشگاه دهه فجر لندن ۱۳۷۳ - ارائه ۵۰ اثر هنری و یک میز کنفرانس منبت و معرق ۲۴ نفره با نظارت کامل طاهر امامی و یک تابلو با اجرای ایشان در سال ۱۳۳۵ - شرکت و تقدیر نامه
· نمایشگاه هنر ایران دوسلدورف آلمان ۱۳۷۰ – شرکت و دریافت لوح تقدیر
· نمایشگاه آثار جاویدان معرق و متخصصین نگارگری چوب در کاخ موزهٔ سعدآباد ۱۳۷۶ – شرکت و دریافت لوح تقدیر
· نمایشگاه چهلستون اصفهان – دانشگاه مجتمع هنر ۱۳۶۹- شرکت و دریافت لوح تقدیر
· نمایشگاه باغ ارم شیراز – شرکت به همراهی گروهی از هنرمندان ۱۳۷۰
· نمایشگاه بین‌المللی بروکسل ۱۳۳۸ – میز ۲۴ نفره نقش اسلیمی استاد عیسی بهادری – ارسال اثر و کسب مدال طلا (کار گروهی هنرمندان)

## مرمت آثار
امامی در تعمیر و مرمت آثار قدیمی تبحر و ظرافت خاص داشتند، ایشان مرمت اماکن متبرکه را نیز در کارنامه خود دارند:
· تعمیر و مرمت اجناس قدیمی و عتیقه در سفارت ایران در لندن – ۱۳۷۴ – سرپرست گروه
· تعمیر ضریح امامزاده شاهزاده حسین (ع) – قزوین – ۱۳۴۰ - عضو گروه
· تعمیر ضریح حضرت رقیه و زینت(س)- عضو گروه
· تعمیر، مرمت و روغن کاری آثار منبت، معرق و مشبک در موزه هنرهای ملی ۱۳۷۲ - سرپرست گروه

## لوح‌های تقدیر
· لوح تقدیر روز بزرگداشت جهانی صنایع دستی از دانشگاه هنر ۱۳۸۱
· لوح تقدیر روز جهانی صنایع دستی ۲۰ خرداد – دانشکده هنرهای تجسمی و کاربردی
· لوح تقدیر از نمایشگاه هنر ایران دوسلدروف آلمان ۱۳۷۰
· لوح تقدیر از نمایشگاه متخصصین نگارگری چوب در کاخ موزه سعدآباد ۱۳۷۶
· لوح تقدیر از نمایشگاه چلستون اصفهان – دانشگاه مجتمع هنر ۱۳۶۹
. بازنشسته برجسته کشوری درچهارمین همایش ۲۵ ذی الحجه

## درگذشت
سال ۱۳۸۳ استاد به دلیل ضعف جسمانی نتوانستند به نظارت، تعلیم و تدریس ادامه دهند و کارگاه خانگی ایشان نیز جمع‌آوری شد، سرانجام پس از سپری کردن ۷ سال در بستر بیماری، بامداد ۱۴ بهمن ۱۳۹۱ در بیمارستان تهرانپارس تهران به دلیل ایست قلبی شمع وجودشان خاموش شد و در قطعه هنرمندان بهشت زهرا به خاک سپرده شدند.
همچنین مرحوم روح‌الله امامی تدوینگر سینما، برادرزاده استاد نیز در قطعه هنرمندان بهشت زهرا آرامیده‌اند.